# Canadian Hockey League
A Canadian Hockey League (Kanadai Jégkorongliga, franciául: Ligue canadienne de hockey - LCH) egy ernyőszervezet, ami a három kanadai elsőszintű juniorligát képviseli. A három liga felosztja Kanada területét: a Western Hockey League-hez (WHL) tartozik Alberta, Brit Columbia, Manitoba, Saskatchewan, az Északnyugati területek, Nunavut és Yukon; az Ontario Hockey League-hez (OHL) Ontario, és a Québec Major Junior Hockey League-hez (QMJHL), (franciául: Ligue de hockey junior majeur du Québec, LHJMQ) tartozik Québec, Új-Brunswick, Új-Fundland és Labrador, Új-Skócia és Prince Edward-sziget. Ezenfelül a három ligában néhány amerikai csapat is szerepel - a WHL-ben Washington és Oregon államokból, az OHL-ben Michigan és Pennsylvania államokból. 
A terület szerinti felosztás azt jelenti, hogy egy játékos, aki bantam (U16) szinten egy bizonyos tartományban játszott, csak abban a ligában játszhat, amelyhez az adott tartomány tartozik. Az Egyesült Államok területe is ugyanígy van felosztva - egy oregoni játékos csak a WHL-ben, egy ohiói csak az OHL-ben, egy maine-i csak a QMJHL-ban, stb.
A három ligának saját bajnoksága van, ezenfelül van egy országos döntő, a Memorial-kupa.

## A ligába draftolt magyar játékosok
A nem Észak-Amerikában élő játékosokat úgynevezett import drafton lehet kiválasztani, ahol csapatok 2-3 jégkorongozó játékjogát foglalhatják le.
- Szuper Levente (Ottawa 67’s, 62.,1998)
- Láday Tamás (Spokane Chiefs, 42., 2014)
- Hári János (Montreal Juniors, 12., 2010)[1]
- Szongoth Domán (Soo Greyhounds, 20., 2025)[2]